# Долне Орешани
Долне Орешани (словац. Dolné Orešany) — село, громада округу Трнава, Трнавський край. Кадастрова площа громади — 17.9 км².
Населення 1362 особи (станом на 31 грудня 2020 року).

## Історія
Долне Орешани згадуються 1235 року.

## Населення
| Рік:            | 1994. | 2004.   | 2014.   | 2024.    |
| --------------- | ----- | ------- | ------- | -------- |
| Кількість осіб: | 1178  | 1196    | 1275    | 1430     |
| Різниця:        |       | +1,52 % | +6,60 % | +12,15 % |

| Рік:            | 2023. | 2024.   |
| --------------- | ----- | ------- |
| Кількість осіб: | 1429  | 1430    |
| Різниця:        |       | +0,06 % |